# Elvin Penner
Elvin Penner – belizeński polityk, członek Zjednoczonej Partii Demokratycznej, poseł z okręgu Cayo North East od 2012 roku.

## Życiorys
Związał się ze Zjednoczoną Partią Demokratyczną i z jej ramienia kandydował do parlamentu.
7 marca 2012 został członkiem Izby Reprezentantów z okręgu Cayo North East, w którym minimalnie pokonał przedstawiciela PUP: Orlando Habeta, zdobywając 2051 głosów (stosunek głosów: 49,76% do 49,34%)
Penner był jedynym posłem UDP, który nie został członkiem rządu Deana Barrowa.